# 東部ポー・カレン語
東部ポー・カレン語（とうぶポーカレンご）は、ポー・カレン人 (/phlòʊɴ/)の言語であり、ミャンマー・カレン州とタニンダーリ地方域周辺で話される。
同じくポー・カレン人によって話される西部ポー・カレン語 (エーヤワーディー・デルタ周辺)、北部ポー・カレン語、トークリバン・ポー・カレン語 (Htoklibang Pwo Karen) 等とは相互理解可能性が乏しい。
他のカレン諸語と同様、声調言語であり、SVO型を基本語順とする。
本項では、特に断りのない限り、カレン州の州都・パアンで話される変種について記述する。

## 分布
ミャンマー国内において、東部ポー・カレン語は、カレン州のパアン、フラインボエー、コーカレイ、モン州のモーラミャイン、タニンダーリ地方域のダウェー等の都市を含む地域で話される。東部ポー・カレン語文法の体系的な記述に取り組んでいる加藤昌彦は、タイ側で話されるポー・カレン語も「ビルマ側の東部方言と同じ方言群に属すると思われる」としている。ただし、タイ側のポー・カレン語の中には、同じくタイ側で話される変種とは相互意思疎通が困難な変種も存在するという。

## 音韻

### 音素目録
加藤昌彦は26の子音、11の母音、4つの声調を東部ポー・カレン語の音素として認めている。
子音目録
| 鼻音   | 鼻音   | m  |   | n  | ɲ  | ŋ  | ɴ |   |
| 閉鎖音 | 無声   | p  | θ | t  | c  | k  |   | ʔ |
| 閉鎖音 | 有気   | pʰ |   | tʰ | cʰ | kʰ |   |   |
| 閉鎖音 | 有声   | b  |   | d  |    |    |   |   |
| 摩擦音 |        |    |   |    | ɕ  | x  |   | h |
| 摩擦音 |        |    |   |    |    | ɣ  | ʁ |   |
| 接近音 | 半母音 | w  |   |    |    | j  |   |   |
| 接近音 | 流音   |    |   | l  |    |    |   |   |
| 接近音 |        |    | r |    |    |    |   |   |

- /c/は通常無声無気歯茎硬口蓋破擦音[tɕ]として実現される。書かれたものを読む場合や、演説のようなかしこまった場面等では、無声歯茎摩擦音[s]と発音される[14]。
- /b/、/d/は入破音の[ɓ]、[ɗ]である。/d/は[d]とも発音される[14]。

母音音素
| i | ɨ | ɯ |
| ɪ |   | ʊ |
| e | ə | o |
| ɛ | a | ɔ |

- /i/は中舌母音を伴って[əi]と発音される[15]。

声調素
- 高平調 má [ma55]
- 中平調 mā [ma̤33 ~ 334]
- 低平調 mà [ma11]
- 下降調 mâ [ma51]

- - 中平調は息もれ声を伴うことがある。
  - このほか、/ləcɛ̀/「少し」の/lə/、/jə-lɪ̀/「私は行った (私-行く)」の/jə/のような、声調を持たない音節も存在する。こうした「軽声音節」は、母音が必ず/ə/となるほか、発話末には現れないといった特徴を持つ[17]。

### 音節構造
音節初頭子音をC1、介子音をC2、母音をV、声調をTとすると、東部ポー・カレン語の音節構造は以下のように表せる。
- C1 (C2) V1 (V2) (ɴ) / (T)

全ての音節は少なくとも一つ以上の子音と、一つ以上の母音からなる。丸括弧で囲まれた要素は、随意的な要素であり、全ての音節に備わっているわけではない。

#### 子音連結
C1の位置に現れるのは、ɴ以外の全ての子音である。C2の位置には、w、l、r、jの4つが現れる。C1とC2の可能な組み合わせは以下の通りである。
| pw- | θw- | tw- | cw- | kw- | ʔw- |      | tʰw- | cʰw- | kʰw- | bw- | dw- | xw- | hw- | mw- | nw- | ɲw- | jw- | lw- |
| pl- |     |     |     | kl- |     | pʰl- |      |      | kʰl- | bl- |     | xw- |     | ml- |     |     |     |     |
| pr- |     |     |     | kr- |     |      |      |      |      |     |     |     |     |     |     |     |     |     |
| pj- |     |     |     |     |     | pʰj- |      |      |      | bj- |     |     |     | mj- |     |     |     | lj- |

#### 韻母
東部ポー・カレン語の音節のうち、V1 (V2) (ɴ) の部分を韻母と呼ぶ。韻母には以下の21種がある。
- i, ɨ, ɯ, ɩ, ʊ, e, ə, o, ɛ, a, ɔ
- ai aʊ
- ɩɴ, əɴ, aɴ, oɴ
- eiɴ, əɯɴ, oʊɴ, aiɴ

## 表記
仏教徒のポー・カレン人は、モン文字から派生した仏教ポー・カレン文字を用いて自らの言語を表記する。ポー・カレン人の中では少数派であるキリスト教徒は、キリスト教ポー・カレン文字を用いる。
その他、カレン人による新宗教・レーケー教の信徒は、レーケー文字という独自の文字を使用している。民主カレン仏教徒軍の指導者であったウ・トゥザナが「発見」したと自称するミャインジーグー文字は、スゴー・カレン語に加えて、東部ポー・カレン語の表記にも用いられている。

## 形態論

### 品詞
東部ポー・カレン語には、品詞として名詞・動詞・副詞・助詞・感嘆詞の5つが認められる。動詞と形容詞は文法上区別することができない。

### 語形成
東部ポー・カレン語において、語の多くは単一の音節のみで構成されている。接辞化や重複、複合といった形態論的プロセスを通して、複数音節から成る語を派生することも可能である。
派生接辞の例
- chə- : 動詞から名詞を派生する。
  - khléiɴ「冷たい」> chəkhléiɴ「冷たさ」
  - ʔɛ́「愛する」> chəʔɛ́「愛」
  - mà「する」> chəmà「仕事」

- ʔè- : 状態を表す動詞から副詞を派生する。
  - ɣɪ̀「良い」> ʔèɣɪ̀「良く」

## 文と語順
チベット・ビルマ語派には主語-目的語-動詞 (SOV)を基本語順とする言語が多い一方、東部ポー・カレン語を含むカレン諸語の基本語順はSVO型である。副詞は動詞 (目的語を持つ文の場合は目的語) の後に置かれる。

### 否定文
主節における否定標識は、文末助詞ʔéである。

### 疑問文
諾否疑問文では文末助詞ʁâ、疑問詞疑問文では文末助詞lɛ̂が用いられる。

## 名詞句
東部ポー・カレン語における名詞は、(1) 単独で文を形成できる、(2) 動詞助詞を付けられない、(3) 動詞の項となれる語である。同様の特徴を備えた文中の要素を「名詞句」と定義すると、その構造は以下のように図式化できる。
- (関係節)-名詞-(関係節)-(側置助詞句)-(助数名詞句)-(名詞修飾助詞)

一連の要素を全て含む名詞句としては、例えば次のようなものがある。
この名詞句はそれ自体で動詞ʔɯ́pàʊ「腐る」の項となれる。

### 関係節
東部ポー・カレン語において、関係節の最も典型的な作り方は、動詞句を名詞の前や後にそのまま置く方法である。主要部の名詞が関係節の主語となる場合、関係節は名詞の後に、それ以外の場合は名詞の前に置くのが原則である。所有者を表す名詞も、所有物を表す名詞の前に置かれる。

### 側置助詞句
東部ポー・カレン語における助詞は、単独で発話することができず、常に他の語と共に現れる。名詞句を文の主語や目的語として用いる際は、必ずしも助詞を付ける必要はない。一方、文の補語となる名詞句には、必ず側置助詞と呼ばれる助詞を付さなければならない。代表的な側置助詞には、動作の行われる空間 (場所・起点・着点) や時間を表すlə́や、道具・手段・随伴者などを表すdèがある。

### 助数名詞句
「一」を表す形態素 lə-に後続できる形式を、助数名詞と呼ぶ。代表的な助数名詞として、人間を数えるのに用いるɣà「〜人」、人間以外の哺乳類等に用いられるdɯ̀などがある。東部ポー・カレン語において助数名詞は必ず数詞と共に用いられる。

### 名詞修飾助詞
名詞句の末尾に現れる指示詞として、jò「この」, nɔ́「その、あの」, ʔò「(極めて遠くにある)その、あの」がある。指示詞は話題の標識として用いることができる。

## 代名詞
東部ポー・カレン語の代名詞は、第一形、第二形、強勢形という3つの形を持つ。第一形は主語ないし所有者の位置に現れ、第二形はそれ以外の位置に現れる。強勢形は全ての環境で出現可能である。
代名詞は単数・複数という数の区別と、一人称・二人称・三人称という人称の区別がある。その他、不特定の対象を指す代名詞としてchə̀がある。
|            | 第一形        | 第二形 | 強勢形           |
| ---------- | ------------- | ------ | ---------------- |
| 一人称単数 | jə-           | jə̀     | jəwê, jəwêdá     |
| 一人称複数 | hə-           | hə̀     | həwê, həwêdá     |
| 一人称複数 | pə-           | pə̀     | pəwê, pəwêdá     |
| 二人称単数 | nə-           | nə̀     | nəwê, nəwêdá     |
| 二人称複数 | nəθí          | nə̀θí   | nəθíwê, nəθíwêdá |
| 三人称単数 | ʔə-           | ʔə̀     | ʔəwê, ʔəwêdá     |
| 三人称複数 | ʔəθí, ʔəθíʔə- | ʔə̀θí   | ʔəθíwê, ʔəθíwêdá |
| chə̀        | chə-          | chə̀    | -                |

- 一人称複数代名詞においては、語頭のhがpと交替可能である。格式張った場面では、pから始まる語形が用いられやすい[39]。
- 三人称複数のʔəθíʔə-は名詞の前でのみ用いられる[39]。

## 動詞句
東部ポー・カレン語の動詞には、人称や時制といった文法範疇が標示されない。しかし、相や法を表す様々な動詞助詞が存在する。代表的な動詞女子としては、動詞の前に付いて非現実相を表すməや、動詞句の後について完結相を示すjàʊがある。
他の大陸部東南アジアの言語と同様、東部ポー・カレン語では動詞連続構文が頻繁に用いられる。

## モン語からの借用語
カレン諸語はオーストロアジア語族のモン語から強い影響を受けている。とりわけ、東部ポー・カレン語とモン語の接触は近代以降も続き、他のカレン諸語と比べても多くの語彙をモン語から借用している。
以下に示す、僧侶に対する特殊な敬語語彙も、モン語からの借用語である。
僧侶が主語となる場合に用いられる動詞 (尊敬語)
- kəɲà「いらっしゃる」(「lɪ̀ 行く」[45]「ɣɛ̂ 来る」[45]の尊敬語)
- pɔ̄「お亡くなりになる」(「θɪ̂ 死ぬ」[46]の尊敬語)

僧侶が目的語となる場合に用いられる動詞 (謙譲語)
- pətêiɴ「申し上げる」(「言う lɔ̀」の謙譲語)

僧侶が「言う」の主語となる場合は、普通形のlɔ̀が用いられる。